# Криминоген
Криминоген је израз који се користи за околности у којима је већа вероватноћа да ће се десити неки облик криминала. Поред „традиционалних” средина као што су специфичне четврти у великим градовима у којима владају сиромаштво, беда, незапосленост и сл., у криминогене факторе убрајају се и неки породични или лични фактори.